# Santa María la Mayor
La mission jésuite de Santa María la Mayor  (en français : Sainte Marie Majeure), est une ancienne réduction guaranie en Argentine. Fondée en 1626 la mission est abandonnée lorsque les Jésuites sont expulsés d’Espagne et de ses colonies (1767) et détruite en 1817. 
Les ruines se trouvent dans le district de Santa María (province de Misiones), dans la partie la plus septentrionale d’Argentine, proche des frontières du Paraguay et du Brésil, à quelques kilomètres du village de Santa Maria. Depuis 1984, elles sont classées au patrimoine mondial de l’UNESCO.

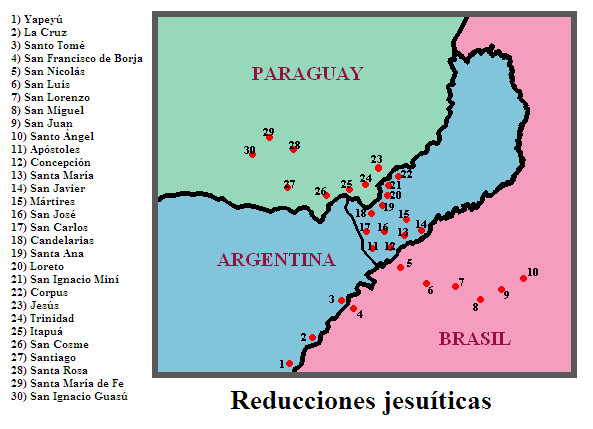
Localisation des 30 réductions jésuites parmi les Guaranis (Santa Maria au N°13)

## Histoire
Fondée en 1626 par le missionnaire jésuite Diego de Boroa (1585-1657) (avec Roch Gonzalez) la réduction se trouvait au nord de la rivière Iguaçu et à l’est du fleuve Paraná. Elle déménage une première fois en 1633, et une seconde fois à la fin du XVIIe siècle, fuyant les 'Bandeirantes', pour occuper finalement le site actuel. En 1744 elle comptait une population de 993 personnes en 1744. Elle fut appelée 'majeure' (La Mayor) pour la distinguer d’une autre, plus ancienne appelée ‘Santa Maria de Fe’ (ou 'Notre-Dame de Foy’).  

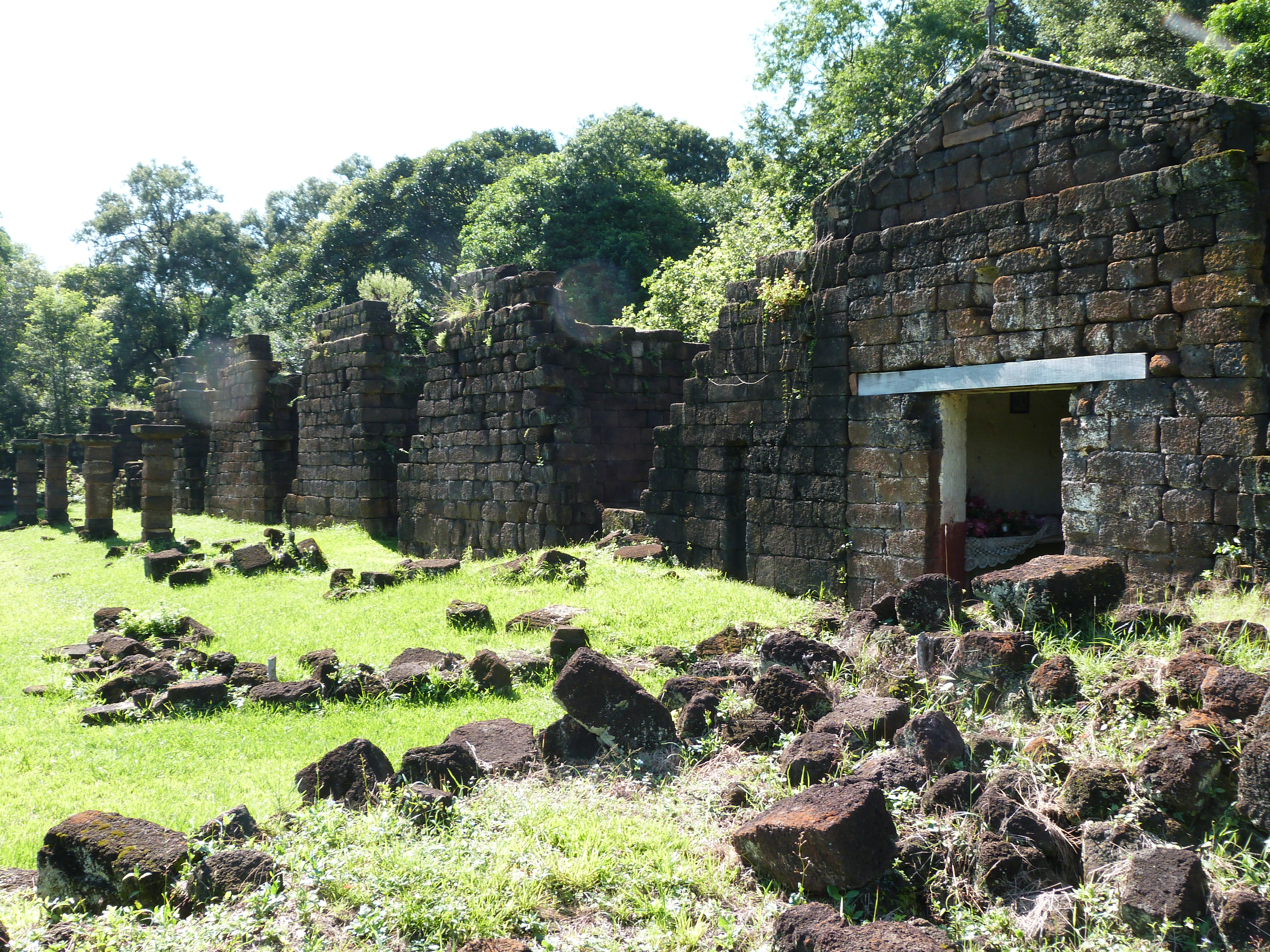
Vestiges du cloître et des salles de classe.

Abandonné en 1767 lorsque les Jésuites furent expulsés de l’empire colonial espagnol, comme du royaume d’Espagne, la réduction fut largement détruite par les armées portugaises en 1817.

## Patrimoine mondial
En 1984, les ruines de la réduction sont classées au patrimoine mondial par UNESCO, avec trois autres réductions d’Argentine et une au Brésil. Toutes faisaient partie de la province jésuite du Paraguay durant l’ère coloniale. Envahie de végétation tropicale les ruines sont moins bien conservées que celles de San Ignacio Mini, dans la même province de Misiones.